# 362
362 (CCCLXII) var ett normalår som började en tisdag i den julianska kalendern.

## Händelser

### Februari
- 21 februari – Athanasius återvänder till Alexandria.

### Oktober
- 22 oktober – Apollotemplet vid Daphne, utanför Antiochia, förstörs i en mystisk eld.

### Okänt datum
- Kejsar Julianus Apostata uppbådar en armé på 60 000 man i en flotta på femtio krigsfartyg och tusen transportfartyg. Han försäkrar sig om kungens av Armenien, Arsacès, stöd och angriper Persien. Efter en rad framgångar går han på Ktesifon. Shapur II försöker förhandla om fred, men Julianus vägrar. Snart tvingas den romerska armén dock retirera, då den utsätts för angrepp av persisk gerilla.
- En jordbävning drabbar Nicaea.

## Avlidna
- Dorotheus av Tyre, biskop och martyr